# Enderby (Colúmbia Britânica)
Enderby é uma cidade do Canadá localizada no Vale Okanagan na província da Colúmbia Britânica , entre Armstrong e Salmon Arm . Esta cerca de 80 km ao norte de Kelowna e 130 km a leste de Kamloops .
Enderby está localizado junto ao rio Shuswap , que liga o Lago Mabel para o leste e lago Mara ao norte. Vários lagos ao menores, incluindo Gardom e o Lago Escondido, também estão localizados na área.
A zona rural de Enderby é composta de comunidades de Ashton Creek, Banco Grandview, Grindrod, Kingfisher, Mara , indiana Spallumcheen Band , Springbend e Vale do Trindade. As comunidades cobrem uma área de 2,108.46 quilômetros quadrados.
Existem duas grandes escolas em Enderby: MV Beattie Ensino Fundamental e AL Fortune Escola Secundária.

## Economia
Agricultura, indústria e turismo são os principais componentes da economia da cidade.O esporte e lazer são atividades turísticas fortes.

### A agricultura e indústria
Uma variedade de empresas agrícolas e industriais estão localizadas na área, incluindo a produção leiteira, pecuária, fertilizantes e produção de alimentos, moinhos e produtos de madeira com valor agregado. Fazendas de gado incluem diversos tais como lhamas, bisões e veados.

### Esportes e turismo de lazer
Enderby é conhecida pela variedade de atividades ao ar livre, como caminhadas, canoagem e caiaque, golfe, e snowmobiling.
Os penhascos de Enderby,é um destino popular para caminhadas. Outros destinos populares incluem caminhadas no Monte Mara e Larch Hills. O Rio Shuswap é conhecido por suas praticas de canoagem e caiaque. Foi sede do Nationals Canoa em 2008,e o rodeio Kingfisher Kayak  é realizado anualmente. Existem dois campos de golfe na área: Mabel Lake Golf & Country Club e Birchdale Golf Course. Para o leste da Faixa de Enderby é Hunters Trail System - um snowmobile faixa com cerca de 200 quilômetros quadrados e trilhas da Larch Hills Esqui Cross Country Trails.

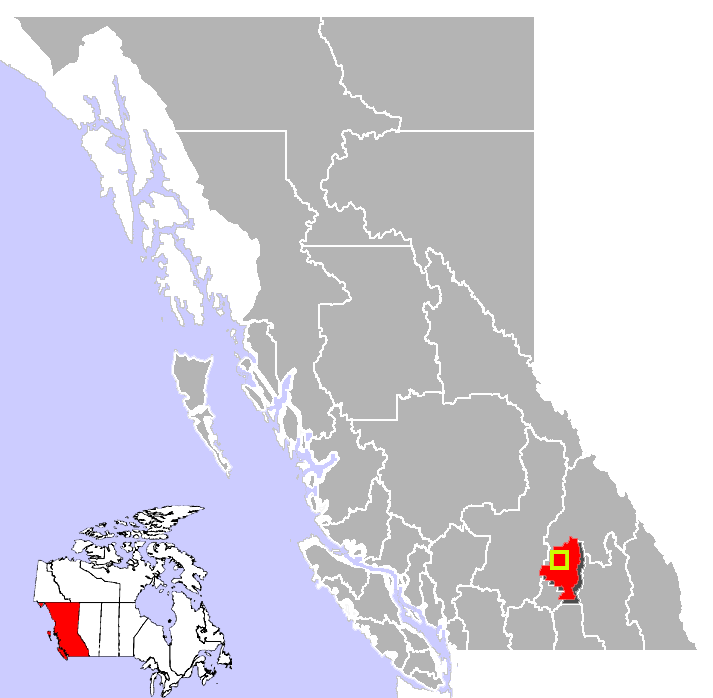
Localização da cidade de Enderby